# NN-253
La carretera NN‑253 es una vía departamental secundaria ubicada en el municipio de Paiwas, en la Región Autónoma de la Costa Caribe Sur de Nicaragua. Posee una longitud de 15.73 kilómetros y conecta el empalme a Perro Mocho con la comunidad de Los Toledos, mejorando el acceso a zonas rurales de alta producción agropecuaria. Fue inaugurada en 2024 por el MTI como parte del programa de ampliación vial de la región Caribe.

## Trazado y cruces
La siguiente tabla muestra su recorrido, localidades y principales conexiones:
| km    | Localidad                  | Departamento | Conexión / Ruta |
| ----- | -------------------------- | ------------ | --------------- |
| 0.0   | Empalme a Perro Mocho      | RACCS        |                 |
| 8.1   | Comunidad rural intermedia | RACCS        |                 |
| 15.73 | Empalme Los Toledos        | RACCS        |                 |